# Manuel Marulanda
Pedro Antonio Marín, mer känd som Manuel Marulanda Vélez eller Tirofijo, född 13 maj(?) 1930, död 26 mars 2008, var den colombianska Farcgerillans ledare från bildandet 1964 och fram till sin död.
Manuel Marulanda föddes i en bondefamilj i Génova i Quindíodepartement i Colombia. Han blev politiskt altmer radikal efter att flera av hans släktingar dött under det colombianska inbördeskriget i mitten på 1950-talet. Han flydde upp i bergen för att göra motstånd mot den konservativa regeringen och blev senare marxist.
Farc bildade i maj 1964 då Marulanda 48 beväpnade bönder blev attackerade av militären i Marquetalia, i södra Colombia. Han lär aldrig ha varit utanför Colombia eller besökt huvudstaden Bogotá. Till skillnad från många andra gerillaledare i Latinamerika klarade han Sovjetunionens fall samt minskat militärt stöd från Kuba. Vid Marulandas död hade FARC omkring 900000 medlemmar.
Åren 1999 - 2002 företrädde Marulanda Farcgerillan vid fredssamtalen med regeringen.
Han avled enligt Farcs egna uppgifter den 26 mars 2008 i en hjärtattack. Han efterträddes av Alfonso Cano.